# Schwestern vom hl. Felix von Cantalice

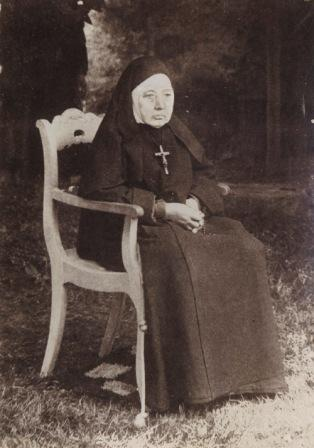
Selige Maria Angela Truszkowska (Ordensgründerin)

Die Schwestern vom hl. Felix von Cantalice (lat.: Congregatio Sororum Sancti Felicis, eng.: Filician Franciscan Sisters, Ordenskürzel: CSSF), auch als Felizianerinnen bekannt, gehören zum dritten Orden der Franziskaner. Sie wurden 1855 in Warschau von der Seligen Maria Angela Truszkowska gegründet. Ihr Aufgabenbereich liegt in der sozialen und karitativen Arbeit, ihr Arbeitsschwerpunkt ist die Betreuung von Waisen. Sie sind nach dem Kirchenrecht ein Institut des geweihten Lebens.

## Geschichte
Sophie Truszkowska trat 1855 in den dritten Orden der Franziskanerinnen ein und zog mit ihrer Cousine in ein von ihr errichtetes Haus ein. Am 21. November 1855 weihten die zwei Frauen ihr Leben dem „Leben Gottes“. Dieses Datum wird von der Kongregation als Gründungsdatum betrachtet. Mit Unterstützung des Kapuzinerprovinzials Benjamin Szymanski OFMCap erhielt die kleine Gemeinschaft die kirchliche Genehmigung; geistlicher Begleiter wurde Pater Honorat Koźmiński OFMCap. Am 10. April 1857 legten die Gründerin und acht weitere Schwestern ihren neuen Habit an und hielten die erste Kapitelsversammlung. Die selige Maria Angela Truszkowska übernahm vom hl. Felix die Prämisse, „dass nicht Gewalt, sondern freudige Selbsthingabe der Weg zu wahrer Freiheit ist“. Ihr Motto lautete: „Alles durch das Herz Mariens zu Ehren des heiligsten Sakraments“.

## Namensgebung der Kongregation

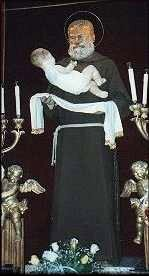
Statue des heiligen Felix in der Kirche von Cantalice

Es war ursprünglich nicht vorgesehen, einen eigenen Namen anzunehmen, da aber der hl. Felix von Cantalice in Warschau sehr verehrt wurde und viele Gläubige das Wirken der Schwestern mit den geistlichen Grundsätzen des hl. Felix verglichen, verbreitete sich für die Schwestern bald die Bezeichnung Felizianerinnen. Die Ordensgemeinschaft stellte ihr Wirken deshalb unter das Patronat des hl. Felix von Cantalice und nannte sich nun Schwestern vom hl. Felix von Cantalice.

## Verbreitung, Vertreibung und Wiedervereinigung
In nur wenigen Jahren wuchs die junge Gemeinschaft auf 34 Häuser an. Sie wurden aber von der russischen Regierung, die über Polen herrschte, nur als karitatives Institut anerkannt. 1860 teilte sich der die Kongregation in einen aktiv und einen kontemplativ lebenden Zweig. Mutter Angela wurde zur ersten Generaloberin gewählt und 1864 und 1868 in ihrem Amt bestätigt. Der kontemplative Zweig wurde 1871 eigenständig und schloss sich 1924 den Kapuzinerinnen an.
Während des Januaraufstandes 1863 nahmen die Ordensschwestern sowohl polnische als auch russische Verwundete auf. Sie wurden von den russischen Machthabern als Aufständische und Widerständler verurteilt und schließlich wurde die Kongregation am 16. Dezember 1864 aufgehoben und verboten. Viele Ordensschwestern flüchteten in den zu Österreich gehörenden Teil Polens.
Kaiser Franz Joseph I. erlaubte für den österreichischen Teil Polens die Reorganisation der Gemeinschaft. Er machte aber zur Bedingung, dass alle Kongregationsmitglieder die österreichische Staatsbürgerschaft annehmen müssen. So kam es 1865 in Krakau zur Neugründung der Kongregation.

## Päpstliche Approbation
Im Jahr 1874 wurde der Kongregation von Papst Pius IX. das Decretum laudis erteilt. 1882 wurde ihr das Privileg zur täglichen Aussetzung des allerheiligsten Altarsakraments zuteil. Kurz vor dem Tod der Ordensgründerin am 10. Oktober 1899 erhielt die Ordensgemeinschaft im Juli 1899 die päpstliche Approbation. 1920 erfolgte eine Überarbeitung der Regel und der Konstitutionen, die dem kanonischem Recht angeglichen werden mussten. Sie wurden 1952 erneut überarbeitet und verabschiedet. 

## Ausweitung
1847 errichteten fünf Schwestern in den Vereinigten Staaten die erste Niederlassung in Übersee. 1932 wählte das Generalkapitel mit Mutter Maria Pia Schweda aus Chicago die erste Amerikanerin zur fünften Generalsuperiorin. 1950 wurde das Generalat von Krakau nach Ponca City in Oklahoma verlegt.
Zum Ende des 20. Jahrhunderts zählten die Schwestern vom hl. Felix von Cantalice ca. 2300 Mitglieder. Sie haben heute Niederlassungen in den Ordensprovinzen Brasilien (1950), Estland (1995), Kanada (1937) Kenia (1983), Mexiko (1992), Russland (2009) und der Ukraine (1996). Das Mutterhaus ist heute in Krakau, während das Generalat seit 1953 in Rom beheimatet ist.

## Generaloberinnen der Felizianerinnen
- 1856–1860 Kunigunde Michelina Rehbinder (Ordensobere)
- 1860–1869 Maria Angela Truszkowska (1. Generaloberin)
- 1869–1871 Maria Anna Bielska
- 1871–1907 Magdalena Borowska
- 1915–1920 Maria Honorata Kummer (kommissarische Leitung als Generalvikarin)
- 1920–1932 Maria Bonaventura Stawska
- 1932–1958 Maria Simplicita Nehring
- 1958–1970 Maria Alexandra Kucherska
- 1970–1976 Maria Virginette Chlebowska
- 1976–1988 Maria Amadeus Lewicka
- 1988–2000 Maria Cynthia Strzalkowski
- 2000–2006 Maria Raymond Kasprzak
- seit 2006 Maria Barbara Ann Bosch